# Pervomaiske (Pervomaiske), Kirovske
Pervomaiske (în ucraineană Первомайське) este localitatea de reședință a comunei Pervomaiske din raionul Kirovske, Republica Autonomă Crimeea, Ucraina.

## Demografie
Componența lingvistică a localității Pervomaiske
     Rusă (66,58%)
     Tătară crimeeană (25,58%)
     Ucraineană (7,38%)
     Alte limbi (0,14%)
Conform recensământului din 2001, majoritatea populației localității Pervomaiske era vorbitoare de rusă (66,58%), existând în minoritate și vorbitori de tătară crimeeană (25,58%) și ucraineană (7,38%).